# Hermann Hersch
Hermann Hersch (* 1821 in Jüchen; † 27. Juli 1870 in Berlin) war ein deutscher Dichter und Dramatiker.

## Leben
Hermann Hersch stammte von jüdischen Eltern ab. Er studierte in Bonn. Darauf ging er nach München, wo er 1854 unter der Leitung des Dichters und Theaterintendanten Franz von Dingelstedt sein erstes Drama Alfonso Guzmann der Getreue zur Aufführung brachte. Später zog er nach Berlin, wo er auch starb.

## Werk
Er schrieb eine Reihe von Stücken, unter denen namentlich das Lustspiel Die Anna Liese, worin die Ehe des Fürsten Leopold I. von Anhalt-Dessau mit der Apothekerstochter Anna Luise Föhse behandelt wird, durch volkstümlich-patriotischen Anstrich und burleske Charakterzeichnung Beachtung fand, ohne eigentlich poetischen Wert und bleibende Bedeutung zu besitzen.
1859 veröffentlichte er ein Schauspiel über die karthagische Heldin Sophonisbe.

## Hörspiele
- 1925: Die Anna-Lise (bzw. Die Anna Lise) – Regie: Fritz Ernst Bettauer (4 Livesendungen der Schlesischen Funkstunde AG)
- 1925: Die Anna-Lise – Regie: Willi Wittig (2 Livesendungen der Westdeutschen Funkstunde AG)
- 1926: Die Anna-Lise – Regie: Nicht angegeben (Ostmarken Rundfunk AG)
- 1926: Die Anna-Lise – Regie: Karl Pündter (Nordische Rundfunk AG)